# Barbara Grygorcewicz
Barbara Anna Grygorcewicz (ur. 27 września 1963 w Koszalinie) – polska polityczka, działaczka samorządowa i przedsiębiorca, posłanka na Sejm X kadencji (od 2024).

## Życiorys
Ukończyła geomorfologię i paleogeografię czwartorzędu na Uniwersytecie im. Adama Mickiewicza w Poznaniu, uzyskując w 1987 tytuł zawodowy magistra. Była zatrudniona jako nauczycielka geografii, następnie prowadziła własną działalność gospodarczą, zajmując się dystrybucją kosmetyków Oriflame. Pracowała też jako inspektor w Urzędzie Marszałkowskim Województwa Zachodniopomorskiego.
Dołączyła do Platformy Obywatelskiej. W wyborach samorządowych w 2006 bezskutecznie kandydowała z listy PO do rady miejskiej Koszalina, otrzymując 325 głosów. Mandat radnej V kadencji objęła jednak w 2007 w miejsce Jana Kuriaty. Utrzymywała go w wyborach w 2010 (369 głosów), 2014 (832 głosy) i 2018 (1934 głosy). Bezskutecznie kandydowała do Sejmu w 2011 (otrzymała 1772 głosy) i 2019 (dostała 7062 głosy).
Pełniła funkcję wiceprzewodniczącej rady miejskiej, z której została odwołana w grudniu 2021 w wyniku zmiany koalicji w tym gremium. W wyborach parlamentarnych w 2023 ponownie startowała do Sejmu z okręgu koszalińskiego z listy Koalicji Obywatelskiej; otrzymała 5700 głosów, nie uzyskując wówczas mandatu. W wyborach samorządowych w 2024 po raz kolejny wybrano ją na radną Koszalina (z wynikiem 1825 głosów). Została przewodniczącą klubu KO w radzie miasta. 28 czerwca 2024 złożyła ślubowanie poselskie, obejmując mandat posła X kadencji zwolniony przez wybranego do Parlamentu Europejskiego Bartosza Arłukowicza. W Sejmie zasiadła w Komisji Polityki Społecznej i Rodziny, Komisji Rolnictwa i Rozwoju Wsi oraz Komisji Polityki Senioralnej.

## Wyniki w wyborach ogólnopolskich
| Wybory | Komitet wyborczy | Komitet wyborczy      | Organ             | Okręg | Wynik        |
| ------ | ---------------- | --------------------- | ----------------- | ----- | ------------ |
| 2011   |                  | Platforma Obywatelska | Sejm VII kadencji | nr 40 | 1772 (0,82%) |
| 2019   |                  | Koalicja Obywatelska  | Sejm IX kadencji  | nr 40 | 7062 (2,60%) |
| 2023   | Sejm X kadencji  | Koalicja Obywatelska  | 5700 (1,77%)      | nr 40 |              |

## Życie prywatne
Jest mężatką, ma dwoje dzieci.